# Peck Prior
Peck John Prior (* Dezember 1957) ist ein US-amerikanischer Filmeditor.

## Leben
Nachdem Peck Prior von 1980 bis 1987 in Filmen wie Blues Brothers, Die Glücksritter und Ferris macht blau beim Filmschnitt assistierte und dabei sein Handwerk bei Editoren wie Paul Hirsch, George Folsey Jr. und Malcolm Campbell erlernte, durfte er 1989 mit der Komödie Allein mit Onkel Buck erstmals eigenverantwortlich einen Schnitt führen. Insbesondere dem Genre Komödie blieb er verbunden und so schnitt er auch seichte wie alberne Komödien, darunter Curly Sue – Ein Lockenkopf sorgt für Wirbel, Trouble ohne Paddel, und in den letzten Jahren Filme wie Fantastic Movie und Disaster Movie.

## Filmografie (Auswahl)
- 1980: Blues Brothers (The Blues Brothers) (Schnitt-Assistenz)
- 1983: Die Glücksritter (Trading Places) (Schnitt-Assistenz)
- 1986: Ferris macht blau (Ferris Bueller's Day Off) (Schnitt-Assistenz)
- 1989: Allein mit Onkel Buck (Uncle Buck)
- 1991: Curly Sue – Ein Lockenkopf sorgt für Wirbel (Curly Sue)
- 1991: Flug durch die Hölle (Flight of the Intruder)
- 1991: Kevins Cousin allein im Supermarkt (Career Opportunities)
- 1993: Wieder Ärger mit Bernie (Weekend at Bernie's II)
- 1994: Roadflower (The Road Killers)
- 1994: Tödliche Geschwindigkeit (Terminal Velocity)
- 1996: Flipper
- 1997: Mortal Kombat 2 – Annihilation (Mortal Kombat: Annihilation)
- 1998: Ich weiß noch immer, was du letzten Sommer getan hast (I Still Know What You Did Last Summer)
- 1999: Universal Soldier – Die Rückkehr (Universal Soldier – The Return)
- 2001: Animal – Das Tier im Manne (The Animal)
- 2001: Joe Dreck (Joe Dirt)
- 2001: Max Keebles großer Plan (Max Keeble’s Big Move)
- 2001: Milo – Die Erde muss warten (Delivering Milo)
- 2002: Hot Chick – Verrückte Hühner (The Hot Chick)
- 2002: Meister der Verwandlung (The Master of Disguise)
- 2004: Trouble ohne Paddel (Without a Paddle)
- 2005: Deuce Bigalow: European Gigolo
- 2006: Die Bankdrücker (The Benchwarmers)
- 2007: Fantastic Movie (Epic Movie)
- 2008: Disaster Movie
- 2008: Meine Frau, die Spartaner und ich (Meet the Spartans)
- 2010: Beilight – Bis(s) zum Abendbrot (Vampires Suck)
- 2010: Knucklehead
- 2012: Fast verheiratet (The Five-Year Engagement)
- 2013: Die Pute von Panem – The Starving Games (The Starving Games)
- 2014: Hangover Girls – Best Night Ever (Best Night Ever)
- 2015: Dating Queen (Trainwreck)
- 2015: Superfast!
- 2016: Bad Neighbors 2 (Neighbors 2: Sorority Rising)